# Lammet og Ulven
Lammet og Ulven er en amerikansk stumfilm fra 1914.

## Medvirkende
- Murdock MacQuarrie
- Pauline Bush
- Lon Chaney